# Tanjong Beuridi
Tanjong Beuridi is een bestuurslaag in het regentschap Bireuen van de provincie Atjeh, Indonesië. Tanjong Beuridi telt 2314 inwoners (volkstelling 2010).

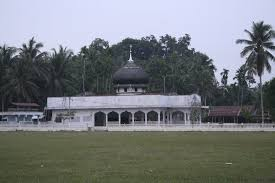
De Moskee in Tanjong Beuridi